# ادیپوفیلیا
ادیپوفیلیا (انگلیسی: Adipophilia) یا فتیشیسم چاقی (انگلیسی: Fat fetishism) یک جاذبه جنسی به وزن و جثهٔ افراد چاق یا دارای اضافه وزن است.